# Мур, Чарльз Кэлвин
Ча́рльз Кэ́лвин Мур (англ. Charles Calvin Moore; 26 февраля 1866, округ Холт, Миссури — 19 марта 1958, Сент-Энтони, Айдахо) — 13-й губернатор штата Айдахо.

## Биография
Чарльз Кэлвин Мур родился 26 февраля 1866 года в округе Холт штата Миссури. Он получил специальность преподавателя и с 1886 по 1895 годы преподавал в различных школах родного штата.
Политическая карьера Мура началась в 1894 году, когда он занял должность заместителя окружного асессора. В 1895—1898 годы Мур находился в должности окружного аудитора и регистратора. В 1899 году он переехал в Айдахо, где поначалу занялся преподаванием. Однако вскоре Мур основал собственную фармацевтическую компанию, которую, впрочем, продал в 1903 году. Впоследствии Мур совместно с партнёром по фамилии Фуллер занимался продажей земельных наделов. В 1906 они основали в Айдахо город Эштон. Помимо этого, Мур занял пост президента банковской компании St. Anthony Bank and Trust Company. Мур также принял участие в создании первого автономного школьного округа в округе Фримонт.
С 1903 по 1907 годы Мур занимал должность в Палате представителей Айдахо. В 1908 году президент Теодор Рузвельт назначил его почтмейстером окружного центра округа Фримонт Сент-Энтони. С 1918 по 1920 годы Мур занимал должность вице-губернатора штата. А в 1922 году он победил на выборах губернатора Айдахо от республиканцев. Впоследствии ему удалось переизбраться на второй срок. За время его правления было реализовано множество инженерных объектов: дамба на реке Снейк близ города Американ-Фолс, мелиоративная система в Кинг-Хилле; до столицы Айдахо Бойсе была проведена железнодорожная ветка компании Union Pacific Railroad. Кроме того, при Муре был принят закон о защите лесов штата.
После сложения губернаторских полномочий Мур был назначен уполномоченным по земельному вопросу при администрации президента Гувера и находился в этой должности с 1929 по 1933 годы.
Чарльз Мур был женат дважды: на Минни Мак-Кой и на Кларе Уоллан. От первого брака он имел четырёх детей. Мур скончался от инсульта 19 марта 1958 года в Сент-Энтони и был похоронен в столице Юты Солт-Лейк-Сити.